# El Tarf (distrito)
El Tarf é um distrito localizado na província de El Tarf, Argélia, e cuja capital é a cidade de mesmo nome, El Tarf. A população total do distrito era de 51 787 habitantes, em 2008.[carece de fontes?]

## Comunas
O distrito é composto por quatro comunas:
- El Tarf
- Aïn El Assel
- Bougous
- Zitouna